# 崔太敏
崔太敏（韓語：최태민，1912年5月5日—1994年5月1日），韩国宗教人士，活躍於政治界，其女崔順實為韓國總統朴槿惠的親信。

## 生平
崔太敏1912年出生于日治朝鲜黄海道，曾经当过殖民当局的警察，后成为牧师，也曾信仰佛教和天道教，有六段婚史。1974年朴槿惠之母陆英修遇刺後，崔太敏就开始與朴槿惠接触，成为朴槿惠失去双亲后的“精神导师”，並曾在一旁陪同朴槿惠的演說；比朴槿惠小4岁的崔顺实则成为其幕僚，两人交情深厚，崔顺实经常接受政府官员及商人的贿赂。
崔太敏曾建立一个宗教“永世教”，自称“弥勒佛”和「檀君」。1974年陸英修身亡，朴槿惠悲恸欲绝；崔太敏自称能够得到陆英修託夢，因此接近朴槿惠。朴槿惠后来担任朴正熙的助理。1975年，崔太敏拥戴代行第一夫人职责的朴槿惠为救国女性服务团荣誉总裁，从而开始在政坛崭露头角；1978年担任改名为新心态服务团的总裁等。随着朴槿惠政治力量增强，崔太敏可以自由进出青瓦台。韩国中央情报部部长金載圭开始着手对救国女性服务团的资金来源进行调查，并在青瓦台与崔太敏对峙，间接影响到朴氏父女关系。
1979年，朴正熙遭金載圭枪杀。金載圭在法庭受审中陈述，刺杀原因之一是阻止崔太敏的腐败活动，并让他远离朴槿惠。2007年，朴槿惠接受采访，声称崔太敏是一名爱国者，并感激在“困难时期”的帮助和宽慰。2007年，维基解密公开了一则美国驻韩大使馆的咨文，记录有谣言称“崔太敏已经完全控制朴槿惠的身体与灵魂，其孩子因此获得巨大的财富。”
崔太敏有一女崔顺实，也长期成為朴槿惠的「閨密」，身為非公務人員卻能秘密參與韓國政府的重要事務，直至2016年10月因為她的干政醜聞被揭發而結束。。

## 评价
維基密曾泄露一则美国驻韩大使馆電文，撰寫該文的美國駐韓大使館副館長司徒文在文中提及崔太敏有“韩国的”之稱。